# Zīārat-e Malang
Zīārat-e Malang (persiska: زیارت ملنگ) är en bondby i Iran.   Den ligger i provinsen Kerman, i den sydöstra delen av landet, 1 100 km sydost om huvudstaden Teheran. Zīārat-e Malang ligger 399 meter över havet och antalet invånare är 225.
Terrängen runt Zīārat-e Malang är mycket platt, och sluttar söderut. Runt Zīārat-e Malang är det glesbefolkat, med 8 invånare per kvadratkilometer. Närmaste större samhälle är Chahār Chāhī, 19,3 km öster om Zīārat-e Malang. Trakten runt Zīārat-e Malang är ofruktbar med lite eller ingen växtlighet.